# تود نيلسون (لاعب كرة مضرب)
تود نيلسون (بالإنجليزية: Todd Nelson)‏ هو لاعب كرة مضرب أمريكي، ولد في 18 مارس 1961 في ذا داليس في الولايات المتحدة.

## وصلات خارجية
- تود نيلسون على موقع رابطة محترفي التنس (الإنجليزية)
- تود نيلسون على موقع الاتحاد الدولي لكرة المضرب (الإنجليزية)
- تود نيلسون على موقع خلاصة التنس.كوم (الإنجليزية)